# Garrius

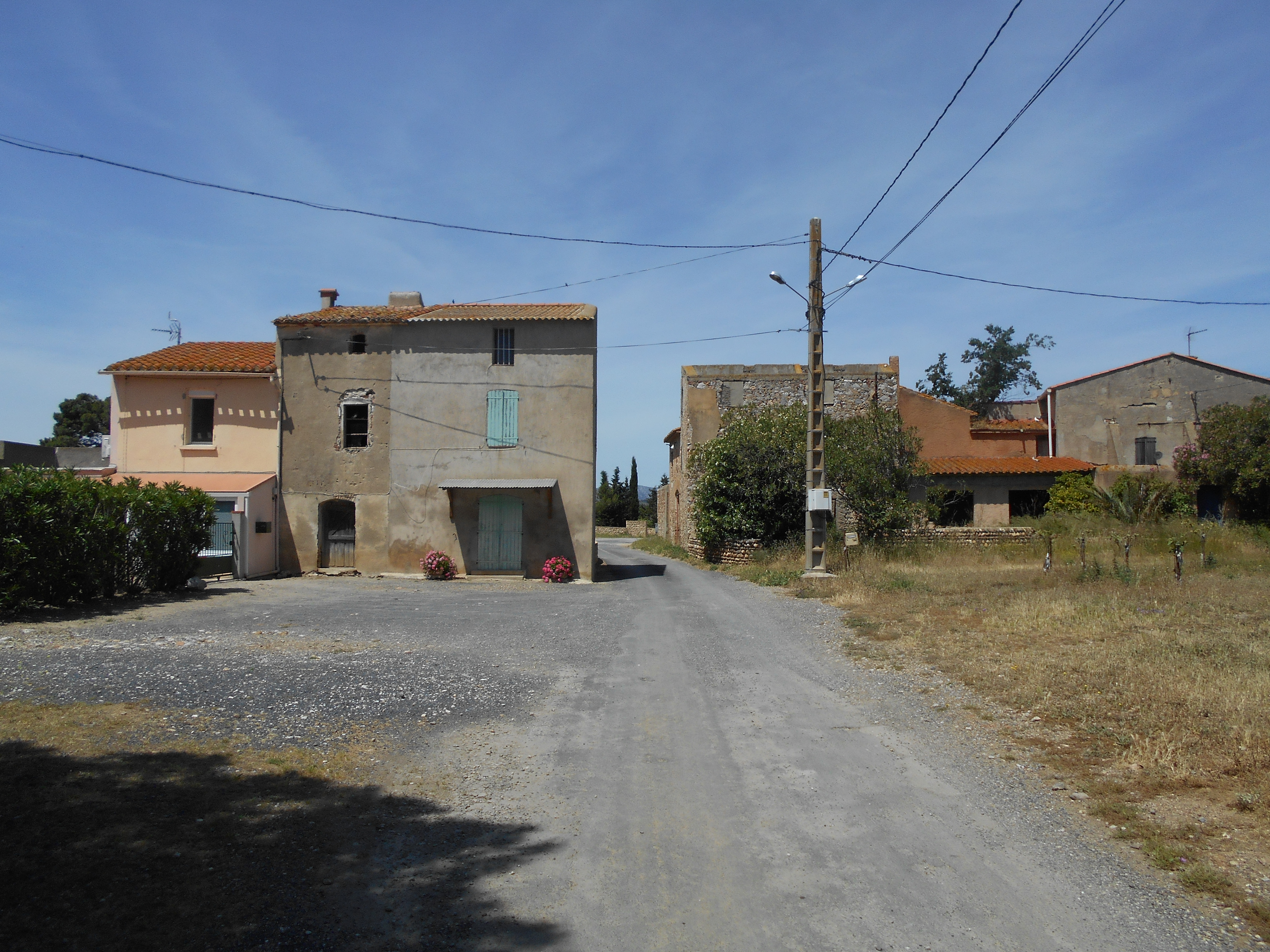
Entrada est de Garrius

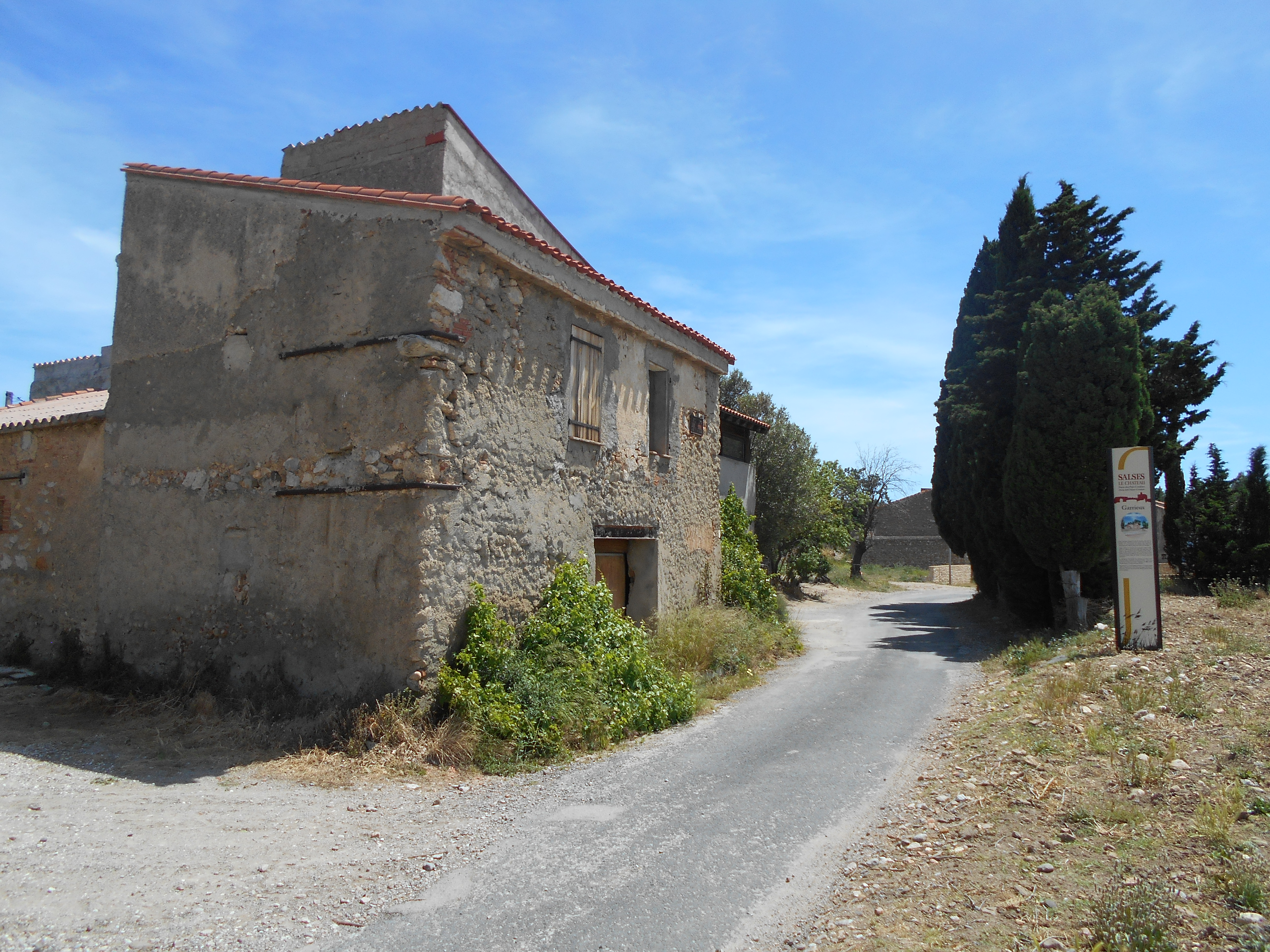
Entrada oest de Garrius

Garrius és un poble del terme comunal de Salses, a la comarca del Rosselló, de la Catalunya del Nord.
Està situat a llevant de la vila de Salses, a la riba meridional de l'Estany de Salses. Està format, actualment, per mitja dotzena de cases agrupades, alguna d'elles deshabitada, i l'església, antigament parroquial, de Santa Cecília de Garrius.
A finals de l'edat moderna arribà a tenir comuna pròpia, però a causa de la seva poca població, entre 1790 i 1794 restà annexada a Salses.